# 바람꽃은 시들지 않는다 (드라마)
《바람꽃은 시들지 않는다》는 KBS 1TV에서 1991년 10월 12일부터 1992년 3월 28일까지 방영되었던 드라마인데 최화정 (민경숙 역)의 역할이 중년부인이었음에도 새댁처럼 그대로 나와 분장과 음성 연기에 전혀 신경을 쓰지 않았던 데다 신혜수 (심씨 역)은 노역까지 소화했으나 쭈글쭈글하게 특수분장한 얼굴과는 대조적으로 긴 손톱에 고운 손이 그대로 화면에 나왔다는 지적을 받았다.

## 원작과 개요
소설가 유안진의 바람꽃은 시들지 않는다 원작을 바탕으로 제작되었으며 1부는 심씨, 2부는 윤석우 교수의 이야기를 다루었다.
다만, 10대 소녀부터 60대 노인까지의 역할을 해야 되는 심씨 역의 배우 섭외 문제로 어려움을 겪어왔는데 스타급 연기자들이 물망에 올랐으나 스케줄 문제-부족한 연기력 등으로 거절하자 우여곡절 끝에 신혜수가 심씨 역으로 발탁됐다.

## 줄거리
근대와 현대를 배경으로 경상도 안동시 양반 가문의 비극적인 일제의 혼란기 역사 속에서 문중의 명예를 위해 내침을 당한 심부인과 손녀 석우의 고된 운명을 통해 역사를 순응할 수 밖에 없는 나약한 인간의 모습을 그린다.

## 제작진
- 기획 : 이정훈
- 원작 : 유안진
- 극본 : 이철향
- 연출 : 염현섭

## 등장 인물
- 신혜수 - 심씨 역
- 정애리 - 윤석우 교수 역
- 나한일 - 심씨의 남편 윤희훈 역
- 임동진 - 윤 교수의 남편 박진서 교수 역
- 정동환 - 윤동수 역
- 송승환 - 박승 역
- 노영국 - 윤서훈 역
- 변영훈 - 청년 윤서훈 역
- 이남혁 - 청소년 윤서훈 역
- 안효진 - 윤광훈의 아내/윤달훈의 아내 역
- 최정원 - 윤희훈의 후처 홍씨 역
- 김희령 - 후야(윤기후) 역
- 박인선 - 청소년 후야 역
- 이영수 - 후야의 남편 김씨 역
- 김은진 - 박미금 역
- 이미경 - 문자 역
- 이신재 - 바우 역
- 이경영 - 청년 바우 역
- 강현종 - 청소년 바우 역
- 정장만 - 어린 바우 역
- 이일웅 - 윤씨 집안의 집사 윤명훈 역
- 한은진 - 윤희훈 어머니 역
- 하미혜 - 박진서의 내연녀 역
- 양재성 - 윤희훈의 숙부 역
- 윤덕용 - 의성마님댁 행랑아범 역
- 윤성국 - 남사당패 역
- 장기용 - 심씨의 오빠 심진택 역
- 정소녀 - 후야의 글방 선생 역
- 이대로 - 윤씨 문중 어른들 역
- 이원종 - 윤씨 문중 어른들 역
- 곽경환 - 윤씨 문중 어른들 역
- 최석구 - 윤광훈 역
- 김을동 - 용 할머니 역
- 최선자 - 쑥 할머니 역
- 안영주 - 심씨의 어머니 의성마님 역
- 안병경 - 원탁 역
- 권은아 - 분이네 역
- 천수현 - 바우의 어머니 바우네 역
- 김민정 - 어린 후야 역
- 정태우 - 어린 윤서훈 역
- 최창호 - 할아범(윤씨 집안의 하인) 역
- 서영진 - 바우의 아버지 달이 역
- 곽정희 - 송이네 역
- 최란 - 후야의 유모 역
- 홍여진 - 수원댁 역
- 최화정 - 박승의 부인 민경숙 역
- 손호균 - 농부들 역(5회)
- 손현주 - 농부들 역(5회)
- 양재원 - 농부들 역(5회)
- 이병헌 - 윤달훈 역
- 이정 - 어린 윤달훈 역
- 민욱 - 엄규혁 역
- 이경표 - 낸시 최 역
- 윤유선 - 박승의 며느리 소영 역
- 송기윤 - 김동선 역
- 강석현 - 박승의 아들 강석현 역
- 이진헌 - 어린 이진헌 역
- 강영아 - 은숙 역
- 윤초희 - 민경숙의 어머니 역
- 홍영자 - 박진서의 누나 역
- 문미봉 - 까치산 주막 아주머니 역
- 최재호
- 강민경 - 송이 역
- 나현희 - 의성마님댁 하녀 역
- 김복희 - 윤석우의 하숙집 주인 역
- 이기철 - 김씨의 친척 역
- 한연수 - 윤씨 문중 하인 역
- 황찬규 - 윤씨 문중 하인 역
- 신성문 - 운복 역
- 문수인 - 공이 역
- 권오현 - 장쇠 역
- 김봉근 - 의원 역
- 이영 - 용실마을 할아버지 역
- 안광진 - 산판꾼 역
- 신원균 - 경찰관 역
- 윤진호 - 공산당원 역
- 권오성 - 북한군 장교 역
- 장행섭 - 형사 역
- 이영재 - 경찰관 역(16회)
- 주수정 - 유치원 교사 역
- 김대환 - 김 조교 역
- 이선용 - 문 조교 역
- 봉혜선 - 용실마을 주민 역
- 심훈보 - 조교 역